# 利文斯頓維爾 (紐約州)
利文斯頓維爾（英語：Livingstonville）是位於美國紐約州斯科哈里縣的非建制地區。

## 歷史
利文斯頓維爾的郵局於1918年設立，其後於1943年停運。

## 地理
利文斯頓維爾所處的海拔為高於海平面327米（即1073英呎），而該地所採用的時區為UTC-5，即北美东部时区（EST）。同時該地設有夏令時間，為UTC-5調快一小時，即UTC-4（EDT）。